# Kim Jan-Di
Kim Jan-Di –en hangul, 김잔디– (15 de juny de 1991) és una esportista sud-coreana que competeix en judo, guanyadora de dues medalles als Jocs Asiàtics els anys 2010 i 2014, i cinc medalles al Campionat Asiàtic de Judo entre els anys 2011 i 2016.

## Palmarès internacional
| Jocs Asiàtics     | Jocs Asiàtics                   | Jocs Asiàtics | Jocs Asiàtics |
| Any               | Lloc                            | Medalla       | Categoria     |
| ----------------- | ------------------------------- | ------------- | ------------- |
| 2010              | Canton ( R.P. de la Xina)       | 2             | –57 kg        |
| 2014              | Incheon ( Corea del Sud)        | 2             | –57 kg        |
| Campionat Asiàtic |                                 |               |               |
| Any               | Lloc                            | Medalla       | Categoria     |
| 2011              | Abu Dabi ( Emirats Àrabs Units) | 2             | –57 kg        |
| 2012              | Taskent ( Uzbekistan)           | 3             | –57 kg        |
| 2013              | Bangkok ( Tailàndia)            | 2             | –57 kg        |
| 2015              | Kuwait ( Kuwait)                | 3             | –57 kg        |
| 2016              | Taskent ( Uzbekistan)           | 2             | –57 kg        |